# Войново (Вологодская область)
Войново — деревня в Череповецком районе Вологодской области.
Входит в состав Тоншаловского сельского поселения, с точки зрения административно-территориального деления — в Тоншаловский поссовет.
Расстояние по автодороге до районного центра Череповца — 15 км, до центра муниципального образования Тоншалово — 3 км. Ближайшие населённые пункты — Тоншалово, Кальнинское, Заякошье.
По переписи 2002 года население — 37 человек (18 мужчин, 19 женщин). Всё население — русские.